# محمد حسين مرعي
محمد حسين مرعي (1933 - 1982 م) مغني عراقي ولد في رأس الجادة بالموصل. تخرج في معهد الفنون الجميلة (قسم الموسيقى فرع العود) عام 1958 م. دخل الإذاعة عام 1958 م باسم مستعار هو «سمير كامل»، وأول أغنية غناها «يا حامل الورد» وهي من ألحان روحي الخماش (1923 - 1998 م). لقب بالعديد من الألقاب الفنية كان أشهرها «بلبل الحدباء».
ومن أشهر أغانيه أغنية «يا عين موليّتين» ومطلعها:
و أغنية عايل يا الاسمر التراثية.